# Tom Slončík
Tom Slončík (* 21. prosince 2004 Zlín) je český profesionální fotbalista, který hraje na pozici ofensivního záložníka za český klub FC Hradec Králové, kde je na hostování z Viktorie Plzeň, a za český národní tým do 21 let.

## Klubová kariéra
Tom Slončík začal hrát ligu už jako dorostenec na jaře 2023. Svůj ligový debut si odbyl 25. února v zápase proti Spartě Praha. V průběhu jarní části sezóny se stal stabilním členem základní sestavy, 26. dubna vstřelil své první branky v dospělém fotbale, dvěma góly a asistencí rozhodl o výhře Zlína 4:1 proti Bohemians 1905.
V následujícím ročníku 2023/24 nastoupil ke třiceti zápasům, dal pět branek. Byl zvolen Objevem sezony, hlasovali pro něj trenéři, kapitáni ligových týmů i novináři. Slončík odehrál v dresu Zlína celkem 50 zápasů.
V létě 2024 po sestupu Zlína do druhé ligy zamířil do Plzně, kde podepsal čtyřletou smlouvu. Svůj debut v dresu Plzně si odbyl 3. srpna v utkání třetího kola proti Jablonci. 8. srpna si odbyl svůj debut v pohárové Evropě, když nastoupil do utkání proti ukrajinskému Kryvbasu. O tři dny později vstřelil svůj první gól v novém dresu, a to při výhře 5:0 nad MFK Karviná. V průběhu podzimní části sezony nastoupil do 14 soutěžních utkání a vstřelil 2 branky.
V lednu 2025 odešel Slončík na půlroční hostování do Hradce Králové. Debutoval 1. února, když nastoupil v základní sestavě Votroků v derby proti Pardubicím a svým výkonem přispěl k výhře 3:0.

## Reprezentační kariéra
Slončík od srpna 2022 působí v českých mládežnických reprezentacích.

## Osobní život
Jeho otec Petr hrál ligu za Drnovice a Synot (dnešní Slovácko), slavnější je však jeho strýc Radek Slončík, který vyhrál titul a pohár s Baníkem Ostrava a působil i ve Spartě či v maďarské Újpesti.